# Liste der Bodendenkmäler in Grafenrheinfeld
Auf dieser Seite sind die Bodendenkmäler in der unterfränkischen Gemeinde Grafenrheinfeld zusammengestellt. Diese Tabelle ist eine Teilliste der Liste der Bodendenkmäler in Bayern. Grundlage ist die Bayerische Denkmalliste, die auf Basis des Bayerischen Denkmalschutzgesetzes vom 1. Oktober 1973 erstmals erstellt wurde und seither durch das Bayerische Landesamt für Denkmalpflege geführt wird. Die folgenden Angaben ersetzen nicht die rechtsverbindliche Auskunft der Denkmalschutzbehörde.

## Bodendenkmäler in Grafenrheinfeld
| Lage                    | Objekt | Akten-Nr.     | Bild           |
| ----------------------- | --- | ------------- | -------------- |
| (Standort)              | Siedlung der Hallstattzeit und der frühen Latènezeit sowie vermutlich des Neolithikums. | D-6-5927-0063 |                |
| (Standort)              | Bestattungsplatz mit verebneten Grabhügeln der Hallstattzeit. | D-6-5927-0067 |                |
| Kirchplatz 8 (Standort) | Untertägige Teile der spätmittelalterlichen bis neuzeitlichen katholischen Pfarrkirche in Grafenrheinfeld, Fundamente mittelalterlicher Vorgängerbauten sowie Körpergräber des Mittelalters und der Neuzeit. | D-6-5927-0213 | weitere Bilder |
| (Standort)              | Siedlung der Michelsberger Kultur, der Bronzezeit und der Hallstattzeit. | D-6-6027-0160 |                |